# 岐阜市科学館

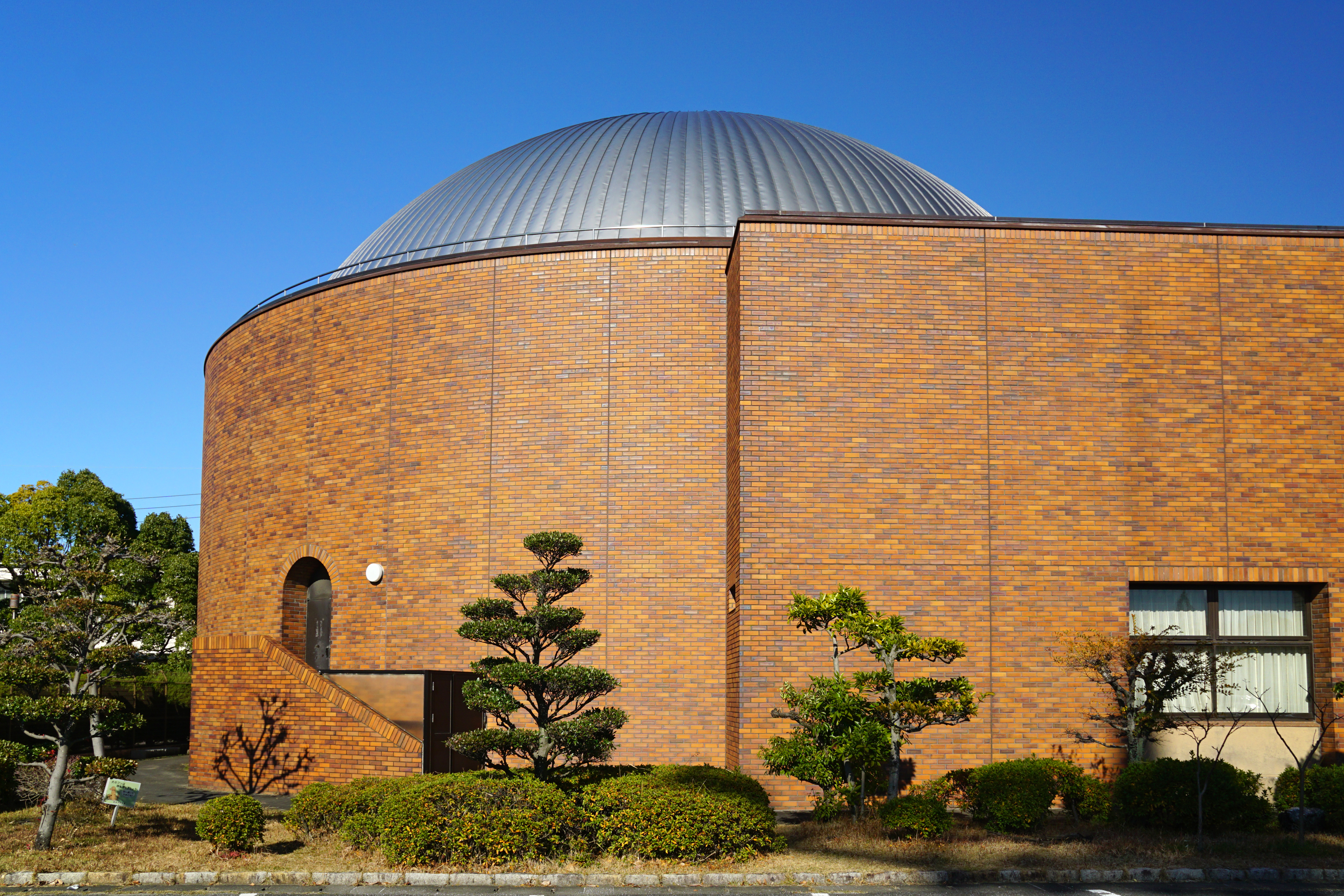
プラネタリウム外観

岐阜市科学館（ぎふしかがくかん、Gifu City Science Museum）は、岐阜県岐阜市にある、岐阜市が運営する公共の科学館である。

## 概要
科学を楽しみながら体験出来る展示物が多数あり、遊びながら学ぶことが出来る。毎年夏休み期間中に行われる子供向けの特別展示（有料）は特に人気を博している他、プラネタリウムも投映される番組を季節によって入れ替え、番組も子供向けから大人向けまでラインナップし人気がある。
博物館法上の博物館（登録博物館）である。

## 歴史
- 1955年7月 - 岐阜公園内に岐阜市児童科学館として開館[3]。
- 1957年4月 - 博物館法の登録博物館となる[3]。
- 1980年
  - 3月 - 岐阜市児童科学館を閉館[3]。
  - 5月 - 岐阜市本荘の紡績工場跡地に岐阜市少年科学センターとして開館[3]。
- 1988年11月 - 岐阜市科学館となりプラネタリウムがオープン[3]。

## 館内案内

### 各展示室

#### 第1展示室
- 自然 ‐ ゆたかさ
  - 岐阜市のゆたかな自然を楽しみながら体験することができる。

#### 第2展示室
- 現象 ‐ おどろき
  - 子どもから大人まで、体験を通して科学の基礎となる原理・原則を学ぶことができる。

#### 第3展示室
- 技術 ‐ よろこび
  - 今、身の回りに存在する科学技術を紹介。さらに将来に存在しているであろう技術を紹介。

#### 第4展示室
- 地球 ‐ つながり
  - 地球の気象やマグマの動きなどを学ぶことができる。
  - 「竜巻実験装置」は、人が入っても竜巻が壊れにくい日本で最初の装置である。 （愛媛県総合科学博物館にも同様の装置あり。）

#### 第5展示室
- 宇宙 ‐ ひろがり
  - 宇宙の壮大なスケールを体感することができる。

### プラネタリウム
投映される番組は季節によって入れ替え、番組も子供向けから大人向けまでラインナップ。一日に何度か投映する。大人向け番組で岐阜市科学館制作のオリジナル番組もある。
- 星空を映すドームの直径：約20m
- 座席数：約200席
- 1回の投映時間：約50分～55分

### スーパー理科室
サイエンスショーの実演などができるサイエンスステージ。定期的に開催している。

### 屋上天文台
屋上の天文台にある望遠鏡を使用し天体観望会を定期的に開催している。休日の昼間には定期的に観望会を開催し昼間に見られる天体を観望できる。（入館料のみで参加可能。雨天時は中止）

### カール・ツァイス・イエナZKP-1型プラネタリウム投影機
1958年4月から1984年11月まで岐阜市水道山にあった「岐阜プラネタリウム」に設置されていたカール・ツァイス社製の小型プラネタリウムが展示されている。世界中に257機納入され、日本に納入された2機の内の1機。もう1機は旭川市青少年科学館に納入された。カール・ツァイス社製のプラネタリウムは大型の物を含めても日本には7機しか輸入されていない（2008年1月現在）。

## イベント
常設の展示以外に、夏の特別展をはじめ岐阜市児童生徒科学作品展、岐阜市児童生徒科学くふう展などのイベントや特別展を開催している。

## 開館時間および休館日
- 開館時間：午前9時30分～午後5時30分（入館受付は午後5時まで）
- 休館日：月曜日（その日が祝日の場合は翌日）
  - 国民の祝日の翌日（祝日が日曜日の場合は翌日）
  - 年末年始（12月29日～翌年1月3日）

## 観覧料
|                   | 入館料             | プラネタリウム（入館料含む） |
| ----------------- | ------------------ | ---------------------------- |
| 3歳以上中学生以下 | 100円（団体60円）  | 200円（団体120円）           |
| 高校生以上        | 310円（団体250円） | 620円（団体500円）           |

※ 団体は20人以上。
※ 夏の特別展などは、別の料金体系になる場合がある。
※ 岐阜市内在住の中学生以下は、常設展示室およびプラネタリウムの観覧料が無料。（ただし、夏の特別展を除く）（2006年4月1日から実施中）
※ 家庭の日（毎月第3日曜日）（昭和42年 岐阜県条例 第11号による）
※ 中学生以下とその家族は、常設展示およびプラネタリウムの観覧料が無料。（ただし、夏の特別展を除く）(2007年4月1日から実施中）

## 駐車場
- 駐車料金：全車種無料。
  - 小型車：76台
  - 大型車：9台

## アクセス
- 岐阜バス
  - 名鉄名古屋本線・各務原線 名鉄岐阜駅またはJR東海道本線・高山本線 岐阜駅より、鏡島市橋線・市橋行きに乗車。「科学館前」停留所で下車、所要時間は約15分。
- JR線
  - JR東海道本線 西岐阜駅から東へ徒歩で約15分。

## 周辺
- 岐阜県立岐南工業高等学校 - 北に隣接。
- 岐阜市八ツ草球場 - 南に隣接。
- 岐阜県美術館
- 岐阜県図書館
- 西岐阜駅
- 本荘神社